# Elección de gobernador regional de Ñuble de 2021
La elección de gobernador regional de Ñuble se realizó el 15 y 16 de mayo de 2021, así como en todo Chile, en conjunto con las elecciones municipales y de convencionales constituyentes, el gobernador será responsable de la administración a nivel regional. La segunda vuelta electoral tuvo lugar el 13 de junio de 2021.

## Sistema electoral
El gobernador regional es elegido por sufragio universal, en un sistema de segunda vuelta. El margen para resultar electo en la primera ronda de votación es un 40% de los votos válidamente emitidos. Si ninguna candidatura logra el 40% de los votos válidamente emitidos, hay una segunda vuelta entre las dos más votadas.
Dura cuatro años en el ejercicio de sus funciones y puede ser reelegido como máximo en una ocasión.

## Resultados

### Primera vuelta
Con el 100% de las mesas escrutadas.
|  | 31,24 % |

|  | 27,08 % |

|  | 13,71 % |

|  | 11,03 % |

|  | 6,06 % |

|  | 5,94 % |

|  | 4,94 % |

|  | 88,44 % |

|  | 3,08 % |

|  | 8,49 % |

|  | 100 % |

|  | 42,72 % |

### Segunda vuelta
Se realizó el domingo 13 de junio de 2021. Con el 100% de las mesas escrutadas.
|  | 52,97 % |

|  | 47,03 % |

|  | 98,38 % |

|  | 1,19 % |

|  | 0,43 % |

|  | 100 % |

|  | 16,31 % |